# Vuylstekeara
× Vuylstekeara viết tắt trong thương mại là Vuyl là một chi lan lai giữa các chi Cochlioda, Miltonia and Odontoglossum (Cda x Milt x Odm).

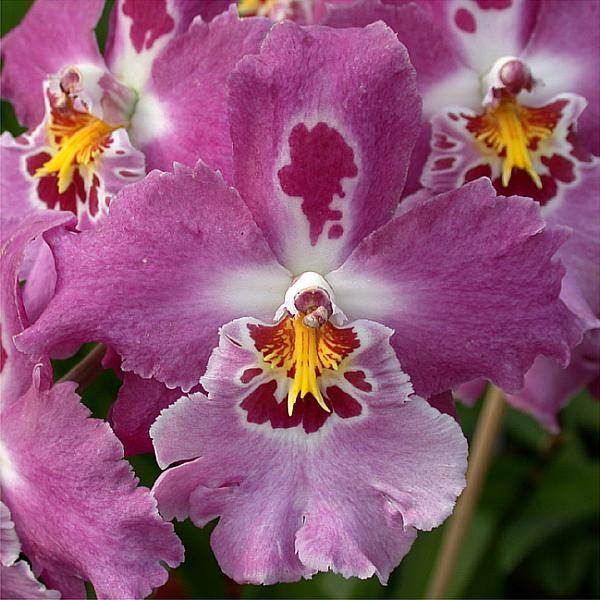
×Vuylstekeara "Fall In Love"

- ×Vuylstekeara
"Fall In Love"